# سولومیا کراشلنیتسکا
سولومیا کراشلنیتسکا (اوکراینی: Соломі́я Амвро́сіївна Крушельни́цька، زاده ۲۳ سپتامبر ۱۸۷۲ – درگذشته ۱۶ نوامبر ۱۹۵۲) خوانندهٔ سوپرانو اوکراینی بود.

## زندگی‌نامه
وی در روستای بیلیاوینتسی، استان ترنوپیل، اوکراین به دنیا آمد. خانواده آنها پرجمعیت بود و پدرش پس از سال‌ها مهاجرت و سفر خانواده‌اش را در شهر ترنوپیل اسکان داد. کراشلنیتسکا از آنجا با قطار به کنسرواتوار شهر لووف می‌رفت تا موسیقی بیاموزد و در همین شهر بود که نخستین اجرایش شکل گرفت.
سولومیا کراشلنیتسکا اجراهای بسیاری در جهان داشته‌است که از میان آنها می‌توان به شهرهای زیر اشاره کرد، اودسا (۱۸۹۷)، ورشو (۱۸۹۸)، سن پیترزبورگ (۱۹۰۲)، پاریس (۱۹۰۲)، ناپل (۱۹۰۳)، قاهره (۱۹۰۴)، اسکندریه (۱۹۰۴)، رم (۱۹۰۵).
در تورهایش در عرض یک هفته بیش از چهار یا پنج اجرا داشت و بسیار پرکار بود.
وی خاله میروسلاو اسکوریک آهنگساز شهیر اوکراینی می‌باشد.

## نگارخانه

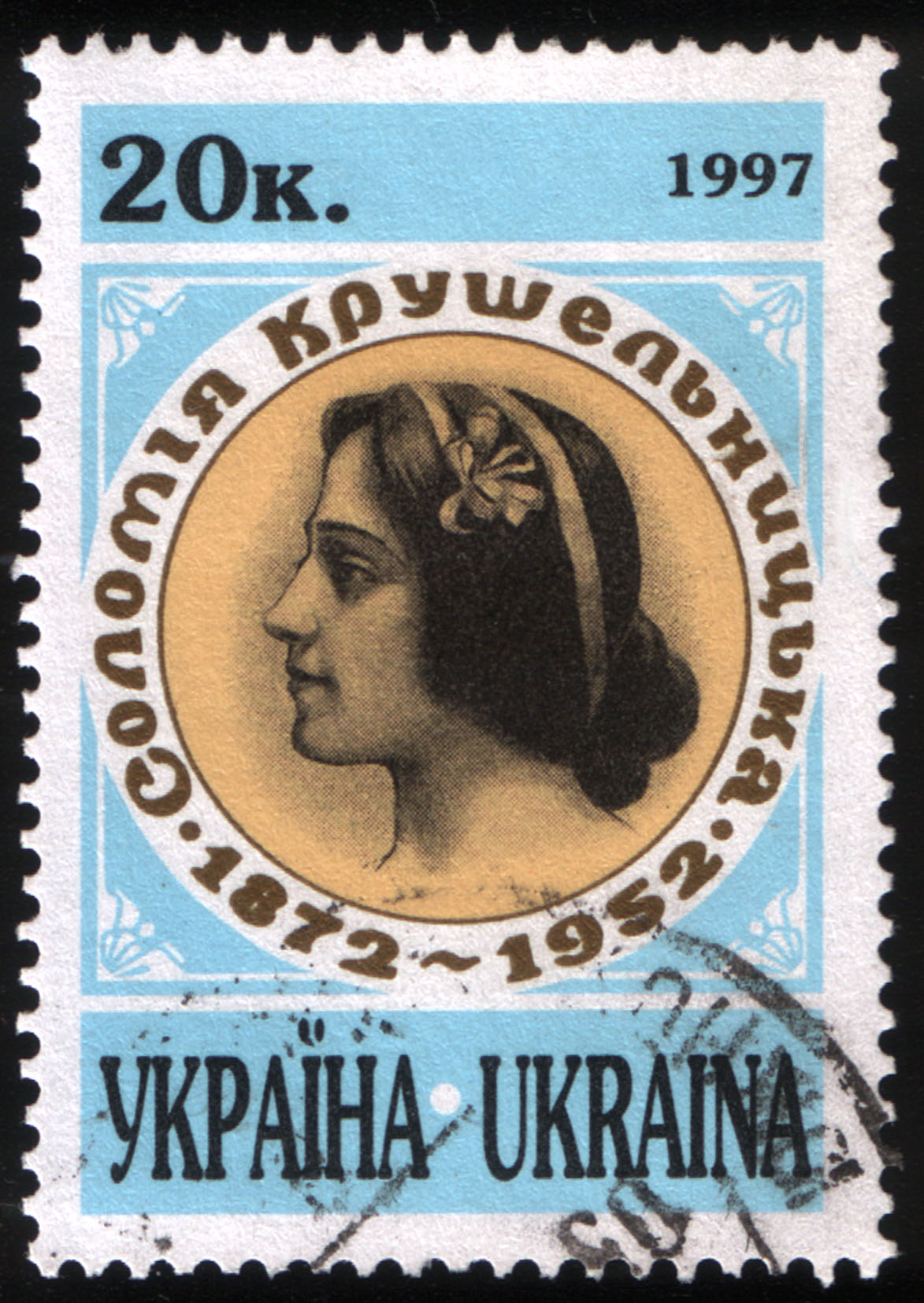
Stamp of Ukraine, Solomiya Krushelnytska, 1997 (Michel № ۲۱۹).
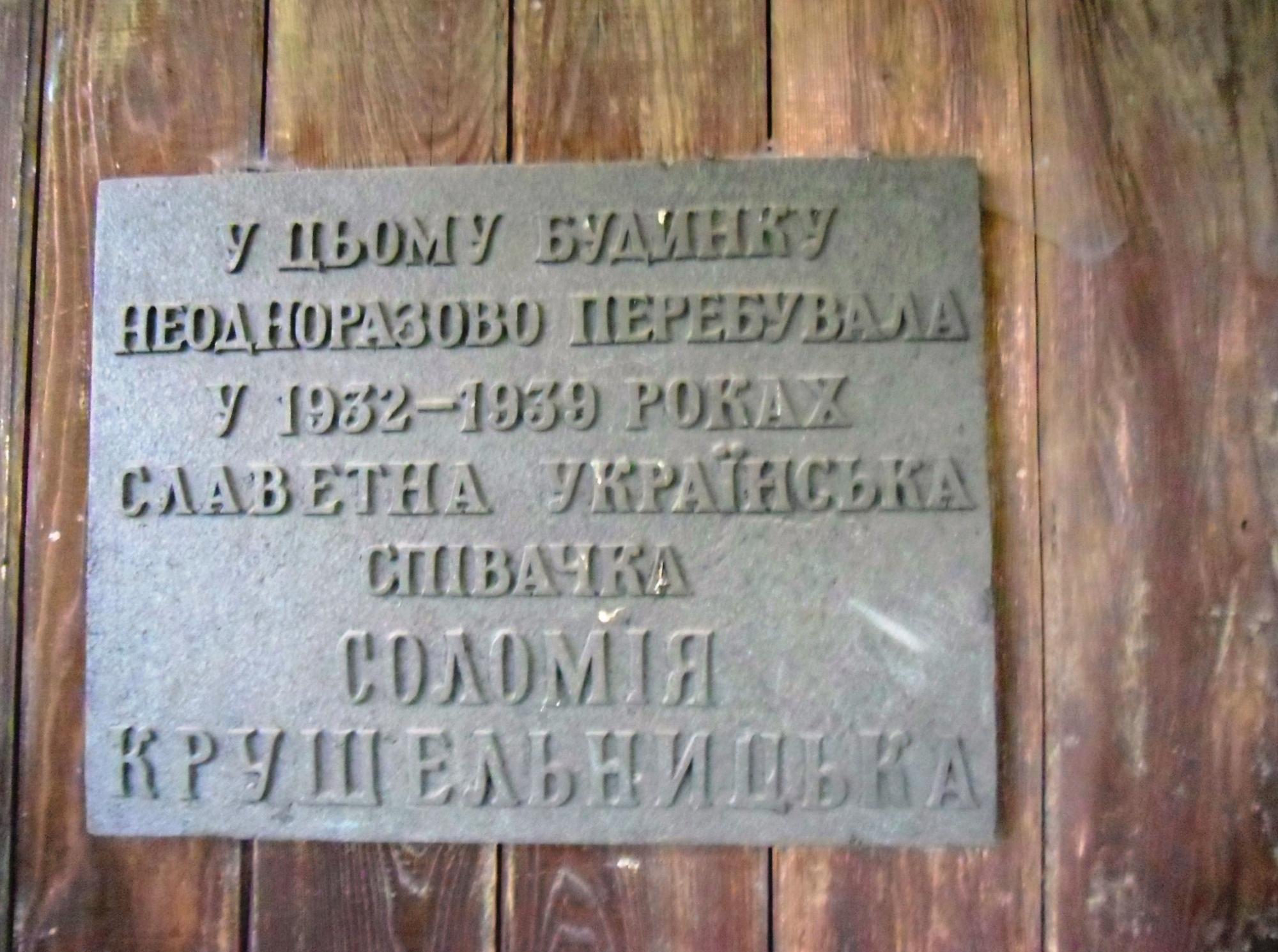
Board of memory stay of Solomiya Krushelnytska in the village Dubyna.